# 擬果蠅
拟果蝇是一种与黑腹果蝇（D. melanogaster）亲缘关系密切的蝇类，属于同一黑腹果蝇亚组。其亲缘最相近的物种是D. mauritiana和D. sechellia。